# Mutjinde Katjiua
Mutjinde Katjiua (* 20. Jahrhundert) ist ein namibischer traditioneller Führer der Herero. 
Katjiua wurde am 5. März 2022 zum Paramount Chief, zum Oberhaupt aller Herero, gekrönt. Dem vorausgegangen waren zahlreiche interne Streitigkeiten in der Ovaherero-Gemeinschaft. Er war bis zu seiner Krönung der Generalsekretär der traditionellen Verwaltung der OvaHerero.
Katjitua hält einen PhD in Naturschutzökologie aus den Vereinigten Staaten von Amerika, einen Master in Applied Sciences aus Kanada sowie ein Graduiertendiplom in Umweltmanagement und -entwicklung der Australian National University in Australien und einen B.Sc. in Zoologie und Botanik der Universität von Namibia.
Katjiua ist Professor für Landfragen in der Fakultät für Natürliche Ressourcen an der Namibia University of Science and Technology (NUST).